# Mícheál Ó Cléirigh

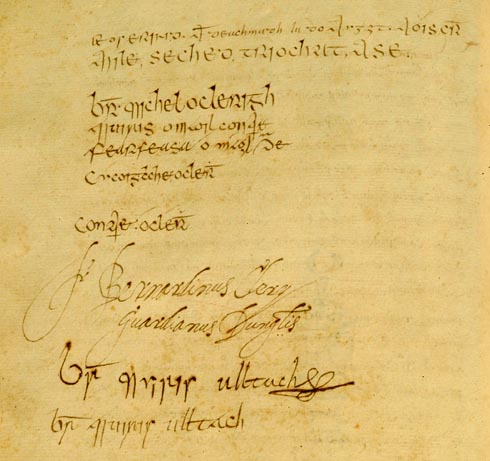
Signatures d'una pàgina Annals dels Quatre Mestres, la signatura Ó Cléirigh és la primera de la llista.

Mícheál Ó Cléirigh (1590 - 1643) va ser un cronista irlandès, i l'autor principal dels Annals dels quatre mestres. Va estar assistit per altres historiadors com, Peregrinee O'Clery, Fergus O'Mulconry i Peregrine O'Duignan. Va néixer a Kilbarron, a la vora de Greevy, entre Rossnowlagh i Ballyshannon, a la badia de Donegal. Era net d'un cap d'Uí Chléirigh i va ser batejat com Tadhg, però es va canviar el nom per Michael quan es va convertir en frare franciscà. Era cosí de Lughaidh o Cléirigh (1595-1630), el qual al costat del seu fill Cacrigcriche Ó Cléirigh, un dels seus col·laboradors, és també conegut com un famós historiador d'Irlanda.